# Stade de la Paix de Bouaké
Le Stade de la Paix de Bouaké en Côte d'Ivoire (depuis la cérémonie de la Flamme de la paix de 2007) est un stade de football de Côte d'Ivoire qui se situe dans la ville de Bouaké. Il peut accueillir 40 000 spectateurs assis. Il a été spécialement construit pour accueillir, avec le Stade Félix Houphouët-Boigny, les matchs de la Coupe d'Afrique des nations de football 1984, qui a vu la participation de huit (8) nations en deux poules.
Après la réhabilitation en cours, ce stade sera le deuxième plus grand stade du pays avec le Félicia  (40 000 places), après le Stade olympique Ebimpé (60 000 places).

## Architecture
Le Stade de Bouaké d’une dimension de 119 × 73 m (football-rugby), a été construit sous la forme d’une couronne ovale avec un profil en travers de 24 gradins.

## Les clubs
C'est le stade où jouent les clubs de l'ASC Bouaké, de l'Alliance Bouaké et le Bouaké Football Club (récemment monté en ligue en 2014).

## Période noire
Pendant la crise ivoirienne (Octobre 2002- Mars 2007), tous les programmes sportifs ont été annulés, Le stade a été déserté pour cause d'occupation des Forces Nouvelles de Côte d'Ivoire. D'après des témoignages de civils installés à Bouaké, ce stade aurait servi de lieu d'exécution de policiers, gendarmes et militaires, de la force gouvernementale par les Forces nouvelles.

## Événements historiques

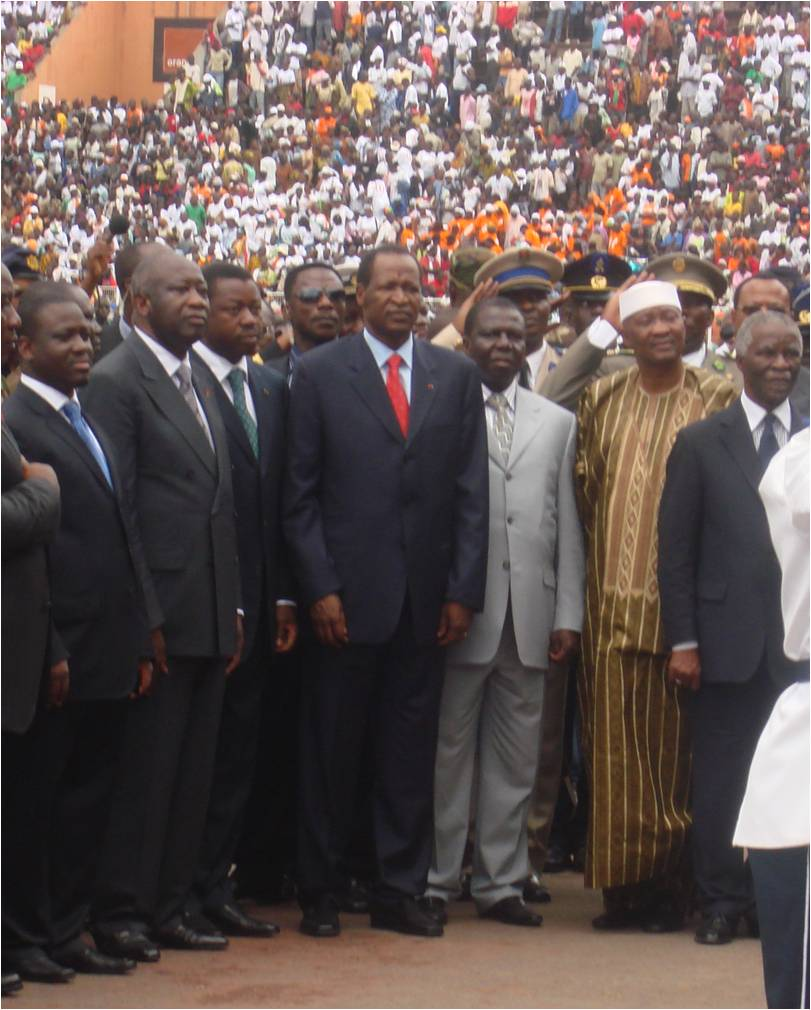
Les Chefs d'État africains lors de la Flamme de la paix

- Le match Côte d’Ivoire-Madagascar, le 30 juillet 2007 lors de la Flamme de la paix, est un rendez-vous historique pour la réconciliation nationale, un point qui faisait partie de l'accord de Ouagadougou. C'est pourquoi le match a suscité beaucoup d'intérêt (5-0 pour la Côte d'Ivoire). Le 3 février 2024 lors de l'Afcom 2023 organisé en côte d'ivoire les Éléphants armés du Coup du Marteau de Tam sir vont rentrer dans l'histoire en renversant les Aigles du Mali. Pourtant a 10 contre 11... L'héritage de Fé Fall Le Mental d'Houphouet permet aux Éléphants d'égaliser à la 89 ème minute grâce à son prodige Simon Adingra avant d'achever Les Aigles a la 120 ème minute d'un coup de marteau magistral de Oumar Diakité. Ce Jour du 3 Février 2024 marque la fin de l'humilité pour les Éléphants. Le sacre de Champion d'Afrique lors de cette compétition confirme la prophétie et annonce 10 ans de succès aux pachydermes désormais roi d'Afrique. C'est ainsi que le Stade Fut rebaptisé Stade du 3 Février.

## Réhabilitation et rénovation

### Réhabilitation en 2007

#### Présentations des travaux
Le Stade était en travaux de réhabilitation (comme le furent tous les stades nationaux dans le processus de réhabilitation et renouveau des stades ivoiriens entamé pour la CAN), la délégation de la FIF, composée d’une demi-douzaine de personnes a passé le stade au peigne fin, de la pelouse à la loge officielle en passant par les cabines de la presse écrite, les vestiaires, les tribunes, rien n’a été négligé. La fin des travaux était prévue pour le 3 juin 2007.
Selon des indiscrétions (révélé par L'Inter), le coût total de cette réhabilitation pourrait s'être élevé entre 200 et 300 millions de F CFA (soit environ : 305 000 à 457 400 €) voire plus.
C'est dans ce stade que, selon les vœux de Didier Drogba, ballon d’or africain 2006 et capitaine des Éléphants, le match retour Côte d’Ivoire-Madagascar, comptant pour la 4e journée des éliminatoires de la Coupe d'Afrique des nations de football 2008, s'est déroulé. 

#### Bilan
- Accès au stade des joueurs et des officiels bien délimité, vestiaires entièrement rénovés[2]
- Les normes sécuritaires garanties[2]
- Pelouse retravaillée[2]

La loge officielle, les gradins, les vestiaires, les grilles de protection ainsi que l'infirmerie ont été entièrement rénovés. À cela, il faut ajouter les douches, les toilettes des joueurs et celles du grand public qui ont été refaites. Au niveau de la sécurité, des murs ont été érigés à la sortie des vestiaires pour éviter tout contact des joueurs avec le public. Selon les experts de la Fif et du ministère, tout a été fait conformément aux normes internationales (FIFA). Cependant une grosse inquiétude demeure, la qualité de la pelouse.

### Rénovation 2018-2020
Dans l'optique de la Coupe d'Afrique 2021, la Côte d'Ivoire a lancé des travaux d'extension du stade à 40 000 sièges, conformément au cahier des charges de la CAF. Les travaux sont dirigés par l'entreprise Mota Engil. Ce stade se transformera en stade de type anglais (sans piste d’athlétisme) et se verra doté d'une charpente au dessus des tribunes.

## Coupe d'Afrique des Nations 2023
Les matchs suivants se jouent au stade de la paix de Bouaké lors de la Coupe d'Afrique des nations de football 2023

### Phase de poule
| Date            | Heure | Equipe 1      | Résultat   | Equipe 2       | Tour             |
| --------------- | ----- | ------------- | ---------- | -------------- | ---------------- |
| 15 janvier 2024 | 20h00 | Algérie       | 1-1        | Angola         | Groupe D         |
| 16 janvier 2024 | 14h00 | Burkina Faso  | 1-0        | Mauritanie     | Groupe D         |
| 20 janvier 2024 | 14h00 | Algérie       | 2-2        | Burkina Faso   | Groupe D         |
| 20 janvier 2024 | 17h00 | Mauritanie    | 2-3        | Angola         | Groupe D         |
| 23 janvier 2024 | 17h00 | Gambie        | 2-3        | Cameroun       | Groupe C         |
| 23 janvier 2024 | 20h00 | Mauritanie    | 1-0        | Algérie        | Groupe D         |
| 3 février 2024  | 17h00 | Côte d'Ivoire | 2-1        | Mali           | Quarts de finale |
| 07 février 2024 | 17h00 | Nigéria       | 1-1 5-4 Tb | Afrique du sud | Demi-Finale      |